# یئونگدئوک-وپ
یئونگدئوک-وپ (به لاتین: Yeongdeok-eup) یک منطقهٔ مسکونی در کره جنوبی است که در جئونسانگبوک-دو واقع شده‌است. یئونگدئوک-وپ ۶۶٫۰۷۲ کیلومتر مربع مساحت و ۱۱٬۱۴۵ نفر جمعیت دارد.